# Sportåret 1871

## Händelser

### Amerikansk fotboll
- Okänt datum - Collegesäsongen 1871 inom amerikansk fotboll ställs in.[1][2] och ingen mästare koras detta år.

### Baseboll
- 17 mars - National Association (NA) grundas officiellt i New York.[3]
- 4 maj - Fort Wayne Kekiongas slår Cleveland Forest Citys med 2–0 i den första matchen i NA:s historia.[3]
- 30 oktober - Philadelphia Athletics slår Chicago White Stockings med 4–1 i den sista och avgörande matchen för säsongen och vinner därigenom NA.[3][4]

### Boxning
- Okänt datum - Då Mike McCoole, som gör anspråk på det amerikanska mästerskapet, inte boxas under året ligger fokus på två matcher mellan Jem Mace och Joe Coburn.  Båda slutar oavgjort och Mace fortsätter göra amerikanska mästerskapet. Men efter en handskada i andra matchen mot Coburn, ger Mace upp sina anspråk och återvänder till uppvisningar.[5]
- Okänt datum - McCoole räknas nu allmänt som mästare default, då huvudautmanaren Tom Allen förlorade mot McCoole 1869.[6]

### Cricket
- Okänt datum - Nottinghamshire CCC vinner County Championship [7].

### Fotboll
- 11 november - FA-cupen, världens äldsta fotbollstävling startar med matcher i dess första omgång under engelska fotbollsförbundet (Football Association) regi.[8]

### Friidrott
- 21 oktober - Första amerikanska amatörspelen utomhus avgörs.[9]

### Rodd
- 1 april - Universitetet i Cambridge vinner universitetsrodden mot Oxfords universitet.

### Rugby
- 26 januari - Rugby Football Union bildas.[9]
- 27 januari - Skottland slår England med 1-0 i första landskampen.[9]

### Segling
- 23 oktober - Amerikanska Columbia och Sappho besegrar brittiska Livonia och vinner America's Cup.[9]

## Födda
- 2 mars – Gideon Eriksson, svensk sportskytt, olympisk bronsmedaljör.
- 3 mars – Maurice Garin, fransk cyklist, vinnare av första Tour de France.
- 26 juni – Johan Anker, norsk seglare, olympisk guldmedaljör.
- 6 juli – John Sandblom, svensk seglare, olympisk bronsmedaljör.
- 24 september – Lottie Dod, brittisk tennis- och golfspelare samt bågskytt, olympisk silvermedaljör.

### Fotnoter
1. ↑  ”National Champions: 1869-1879”. collegefootballblog.org. Arkiverad från originalet den 24 juli 2011. https://web.archive.org/web/20110724093954/http://www.collegefootballblog.org/2006/03/#. Läst 15 mars 2011.
2. ↑  ”Yale's Walter Camp and the Birth of Modern Football”. Arkiverad från originalet den 30 augusti 2011. https://web.archive.org/web/20110830000731/http://www.the-game.org/history-waltercamp.htm. Läst 5 april 2013.
3. 1 2 3  ”Charlton's Baseball Chronology - 1871” (på engelska). Charlton's Baseball Chronology. Arkiverad från originalet den 17 oktober 2007. https://web.archive.org/web/20071017051521/http://www.baseballlibrary.com/chronology/byyear.php?year=1871. Läst 15 augusti 2015.
4. ↑  ”The 1871 Season” (på engelska). Retrosheet. http://www.retrosheet.org/boxesetc/1871/Y_1871.htm. Läst 15 augusti 2015.
5. ↑  Cyber Boxing Zone – Jem Mace.  läst 8 november 2009.
6. ↑  Cyber Boxing Zone – Mike McCoole. läst 8 november 2009.
7. ↑  En inofficiell titel fram till december 1889 då första officiella County Championship spelades.
8. ↑  ”FA-Cupen”. www.ne.se. http://www.ne.se/fa-cupen. Läst 1 november 2013.
9. 1 2 3 4  ”Chronology of Sports”. Arkiverad från originalet den 22 juli 2011. https://web.archive.org/web/20110722012455/http://worldtimeline.info/sports/. Läst 18 juli 2011.